# یونیگا
یونیگا (نام علمی: Yungia) نام یک سرده از شاخه کرم‌های پهن است.